# Relações entre Venezuela e Vietnã
As relações entre a Venezuela e o Vietnã foram estabelecidas em 8 de dezembro de 1989. O Vietnã tem uma embaixada em Caracas e a Venezuela tem uma embaixada em Hanói. Embora o comércio bilateral tenha sido de US$ 11,7 milhões em 2007, as relações mostram um "grande potencial". Desde 2008, os dois países testemunharam novos desenvolvimentos em vários campos, incluindo política, economia, cultura e sociedade, especialmente no setor de petróleo e gás.

## Visitas de Estado
O presidente do Vietnã, Nguyễn Minh Triết, chegou a Caracas em 18 de novembro de 2008 para uma visita oficial de dois dias a convite de Hugo Chávez. Triết enalteceu a amizade do Vietnã com a Venezuela enquanto procurava se concentrar em fechar acordos de petróleo e gás, incluindo um fundo de desenvolvimento conjunto. Ele disse que "nós (vietnamitas) somos gratos pelo apoio e solidariedade que eles (venezuelanos) nos ofereceram até agora".
Após a visita de Chávez ao Vietnã em 2006, seu governo intensificou as relações bilaterais com o país, o que também incluiu uma visita do Secretário Geral do Partido Comunista do Vietnã, Nông Đức Mạnh, em 2007. A Petróleos de Venezuela e a PetroVietnam também anunciaram vários projetos conjuntos desde a visita de 2006, inclusive quando a PetroVietnam recebeu uma concessão para atuar na bacia do Orinoco e um acordo para transportar petróleo venezuelano para o Vietnã, onde as duas construiriam juntas uma refinaria de petróleo que o Vietnã não possui. Na visita de 2006, Chávez elogiou a história revolucionária do Vietnã enquanto atacava os Estados Unidos por seus crimes "imperialistas" na Guerra do Vietnã. Na visita de 2008, Triết fez comentários semelhantes ao elogiar um grupo de venezuelanos que capturou um soldado dos EUA durante a Guerra do Vietnã em uma tentativa malsucedida de impedir a execução de um revolucionário vietnamita. Os dois líderes também assinaram um acordo para um fundo conjunto de US$ 200 milhões e 15 projetos de cooperação.

## Acordos
Em março de 2008, foi assinado um acordo de cooperação em turismo entre o Vietnã e a Venezuela. O presidente Nguyễn Minh Triết recebeu o vice-presidente da Petróleos de Venezuela, Asdrubal Chavez, e declarou que a cooperação em petróleo e gás se tornaria um exemplo típico de sua cooperação multifacetada. Em 2009, o governo venezuelano aprovou US$ 46,5 milhões para um projeto de desenvolvimento agrícola com o Vietnã.